# はじめちゃんが一番!
『はじめちゃんが一番!』（はじめちゃんがいちばん）は、渡辺多恵子による日本の漫画作品。1989年1月号から1995年7月号まで『別冊少女コミック』（小学館）にて連載された。単行本は全15巻、文庫版全10巻。

## ストーリー
岡野家は超貧乏で、長女のはじめはしっかり者で、育ち盛りの五つ子の弟たちを抱えて家事に明け暮れ恋する暇もなかった。そんな中、弟たちがTVCM出演により芸能プロダクションにスカウトされA.A.O.というアイドルグループとして芸能界デビューをすることに…。

## 登場人物

### 岡野家
岡野はじめ（おかの はじめ）
岡野家長女。2歳で弟たち（5つ子）が誕生したため、働きに出た両親の代わりに家事や弟の面倒を見るしっかり者。妄想癖があり、よく鼻血を流している。9月19日生まれのA型。瑞希に恋心を抱いている。
A.A.O
はじめの弟たちで五つ子。7月30日生まれ。家計を助けるためにたまたま出演したCMがきっかけでスカウトされA.A.Oとしてアイドルデビュー。
デビュー曲は「ぼくらのGENKI世代」。歌は口パク。ファンによると、完成度が高いWEとは異なり、成長していく姿が魅力的らしい。
岡野あつき（おかの あつき）
岡野家長男。好奇心旺盛で無鉄砲な性格。O型。
岡野かずや（おかの かずや）
岡野家次男。五つ子の中で一番しっかりしている。A型。
岡野さとし（おかの さとし）
岡野家三男。気弱で泣き虫。O型。
岡野たくみ（おかの たくみ）
岡野家四男。偏屈な性格。なおととは一卵性双生児。O型。
岡野なおと（おかの なおと）
岡野家五男。素直で純粋。たくみとは一卵性双生児。O型。あつきが映画の撮影で歌番組に間に合わなかったときに、センターが受けるプレッシャーについて知ることになる。

### WE
M2プロ所属のトップアイドル。
江藤亮（えとう あきら）
マイペースな変わり者。時には周囲から誤解を招き、はじめとは気が合わない。瑞希を一番に慕い、彼の為なら自分は脇役に徹することも厭わない。1月20日生まれのB型。
和田瑞希（わだ みずき）
さわやかな好青年で、アイドルであることに誇りを持っている。実家は八百屋だが継ぐつもりはない。4月11日生まれのA型。

### M2プロ
前田真純（まえだ ますみ）
M2プロの社長。はじめの弟達をスカウトした。人のいいおじさんのような感じだが、意外とやり手。
平沼（ひらぬま）
遠藤（えんどう）
一志（かずし）
研修生「With」１軍のひとり。本来はデビュー予定だったが、前田がA.A.Oをデビューさせたためにできなくなった。

### 和田家
父
和田明子（わだ めいこ）
和田操（わだ みさお）

### 江藤家
江藤蓮（えとう れん）
亮の父。
江藤礼子（えとう あやこ）
亮の継母。

### その他
岡本麗美（おかもと レミ）
若手の実力派歌手。1年前に、M2の圧力によって音楽番組「夜ステ」に出演できず、その代わりにA.A.O.が出演したことや、祖母が生きているうちに歌手としての姿を見せられなかったことが理由で、A.A.OやM2を嫌っている。
さとしに嫌がらせをしたが、彼が最初のファンであったことを知り、彼と和解した。
高杉
都立高校の生活指導担当の教員。五つ子のいるクラスの担任。アイドルである自覚なく軽はずみな行動をしてトラブルを招いた五つ子を叱った。
実は、高校内で厄介者扱いされている五つ子を自分から引き受けていた。
木野泰弘（きの　やすひろ）
M2のOB。WEの先輩グループ・K-CLUBのリーダー。前田社長によるとダンスの技術は事務所史上一番だとされる。
A.A.O.に、「前田がWEの育成のためにK-CLUBを利用し、それが終わった後に退所させた。A.A.O.もこのような扱いをされる可能性がある」と主張した。
樹里絵・M・ブライアント（きりえ～）
前田の姪。4年前にNY留学していた瑞希に一目ぼれした。母親に止められたが、彼を追いかけて来日した。
TIB
セントラルプロ所属の男性アイドルグループ。メンバーは川原怜二、相馬充、岩淵朗太。
歌が口パクなのはA.A.O.を真似たのだろうと推測されている。ドラマには多く出演しているが、M2のテレビ局への圧力が原因で、歌番組にはほとんど出演できていない。
しかし、スポーツイベント番組の収録で、怜二が一般人の参加者と喧嘩になったため、彼らが出ていた部分の映像が使えなくなる。

## 書誌情報

### 単行本
小学館フラワーコミックス、全15巻
1. 1989年6月発行　ISBN 4-09-133181-5
2. 1989年12月発行　ISBN 4-09-133182-3
3. 1990年5月発行　ISBN 4-09-133183-1
4. 1990年4月発行　ISBN 4-09-133185-8
5. 1990年発行 ISBN 4-09-133185-8
6. 1991年発行 ISBN 4-09-133186-6
7. 1992年1月発行 ISBN 4-09-133187-4
8. 1992年発行 ISBN 4-09-133188-2
9. 1993年1月発行 ISBN 4-09-133189-0
10. 1993年6月発行 ISBN 4-09-133190-4
11. 1993年10月発行 ISBN 4-09-135391-6
12. 1994年6月発行 ISBN 4-09-135392-4
13. 1994年12月発行 ISBN 4-09-135393-2
14. 1995年6月発行 ISBN 4-09-135394-0
15. 1995年発行 ISBN 4-09-135395-9

### 文庫本
小学館文庫、全10巻
1. 2001年11月出版 ISBN 4-09-191421-7
2. 2001年11月出版 ISBN 4-09-191422-5
3. 2001年12月出版 ISBN 4-09-191423-3
4. 2001年12月出版 ISBN 4-09-191424-1
5. 2002年1月出版 ISBN 4-09-191425-X
6. 2002年1月出版 ISBN 4-09-191426-8
7. 2002年2月出版 ISBN 4-09-191427-6
8. 2002年3月出版 ISBN 4-09-191429-2

- 『はじめちゃんが一番! 番外編』 2002年3月出版 ISBN 4-09-191430-6